# لیپومو
لیپومو (به ایتالیایی: Lipomo) یک کومونه در ایتالیا است که در استان کومو واقع شده‌است.

## خصوصیات
لیپومو ۲٫۵ کیلومترمربع مساحت و ۵٬۷۵۸ نفر جمعیت دارد و ۳۸۴ متر بالاتر از سطح دریا واقع شده‌است.